# Rátka
Rátka (németül: Ratkau) község Borsod-Abaúj-Zemplén vármegyében, a Szerencsi járásban.

## Fekvése
A Zempléni-hegység délnyugati lejtői alatt fekszik, a Tokaji borvidéken, a megye székhelyétől, Miskolctól 42 kilométerre északkeletre.
A közvetlen szomszédos települések: észak felől Tállya, délkelet felől Mád, dél felől pedig a Szerencshez tartozó Ond. Északnyugat felől a legközelebbi település Golop, de közigazgatási területeik nem érintkeznek egymással.
A térség fontosabb települései közül Tállya 3 km, Mád 5 km, Szerencs 8,5 km, Abaújszántó 10 km, Tarcal 12 km, Tokaj pedig 19 km távolságra található.

### Megközelítése
Közúton csak Szerencs vagy Tállya érintésével közelíthető meg, mindkét irányból a 3712-es úton. Északkeleti-keleti külterületei között elhalad még a 39-es főút is.
A hazai vasútvonalak közül a községet a Szerencs–Hidasnémeti-vasútvonal érinti, melynek egy megállási pontja van itt. Rátka megállóhely a központ közelében helyezkedik el, közúti elérését csak önkormányzati utak biztosítják-

## Története
A 15. században említik először a települést, Rathka néven. A törökök, az erdélyi hadak és a császáriak is kifosztották, elnéptelenedett, csak 1750-ben telepítette be német lakókkal Trautson herceg, a közeli Károlyfalva (Karlsdorf) és Hercegkút (Trautsondorf) falvakkal együtt. A falu a mai napig őrzi nemzetiségi hagyományait.
Az 1910-es népszámláláskor 1021 lakosa volt, melyből 973  katolikus, 15 református, 19 izraelita volt.
A 20. század elején Zemplén vármegye Szerencsi járásához tartozott.

## Közélete

### Polgármesterei
- 1990–1994: Héring Istvánné (független)[4]
- 1994–1998: Héring Istvánné (független)[5]
- 1998–2002: Héring Istvánné (független német kisebbségi)[6]
- 2002–2006: Héring Istvánné (független német kisebbségi)[7]
- 2006–2010: Héring Istvánné (független)[8]
- 2010–2014: Tirk Sándorné (Fidesz-KDNP)[9]
- 2014–2019: Tirk Sándorné (Fidesz-KDNP)[10]
- 2019–2024: Tirk Sándorné (Fidesz-KDNP)[11]
- 2024– : Braun Árpád (független)[1]

## Népesség
A település népességének változása:
| Lakosok száma | 970  | 962  | 957  | 935  | 882  | 905  | 896  |
|               | 2013 | 2014 | 2015 | 2021 | 2022 | 2023 | 2024 |

2001-ben a település lakosságának 78%-a magyar, 22%-a német nemzetiségűnek vallotta magát.
A 2011-es népszámlálás során a lakosok 88,6%-a magyarnak, 67,2% németnek, 0,4% románnak mondta magát (11,2% nem nyilatkozott; a kettős identitások miatt a végösszeg nagyobb lehet 100%-nál). A vallási megoszlás a következő volt: római katolikus 73,3%, református 4%, görögkatolikus 0,5%, felekezeten kívüli 2,8% (18,7% nem válaszolt).
2022-ben a lakosság 93,4%-a vallotta magát magyarnak, 26,6% németnek, 0,2% szlováknak, 0,1% bolgárnak, 1,5% egyéb, nem hazai nemzetiségűnek (6,6% nem nyilatkozott; a kettős identitások miatt a végösszeg nagyobb lehet 100%-nál). Vallásuk szerint 56,8% volt római katolikus, 6,2% református, 1,2% görög katolikus, 0,7% egyéb keresztény, 0,2% izraelita, 0,1% ortodox, 4,4% felekezeten kívüli (30,3% nem válaszolt).

## Nevezetességek
- Római katolikus temploma - 1807-ben épült.
- Német Nemzetiségi Tájház - 1824-ben épült
- Elhurcoltak emlékműve - 2005-ben épült
- Szent István és Boldog Gizella domborműve - 2000-ben épült

## Külső hivatkozások
- Rátka hivatalos honlapja
- Rátka.lap.hu - linkgyűjtemény